# The Twist (pjesma)
The Twist je 12 taktna blues pjesma kojom je rođen ples twist i tako pokrenuta twistomanija po cijelom svijetu.
Pjesmu je napisao i prvi izveo američki pjevač i skladatelj Hank Ballard sa svojim pratećim sastavom The Midnighters 1959. i to kao B-stranu svoje ploče Teardrops on Your Letter, pjesma je doživjela skromni uspjeh i dospjela  # 28 (na američkoj ljestvici Billboard Hot 100).
Pjesma kao i istoimeni ples twist, postali su hit #1 19. rujna 1960. (jedan tjedan) u izvedbi američkog pjevača Chubby Checkera. Pjesma je ponovno postala #1 13. siječnja, 1962. (dva tjedna).
Ponovno je dospjela 1988. na američke top liste, ovaj put u izvedbi Chubby Checkera i rap sastava The Fat Boys i dospjela na #18. Ova inačica bila je #2 u Ujedinjenom Kraljevstvu i  #1 u Njemačkoj.

## Priznanja
Po časopisu Billboard, The Twist je pjesma #1 na njihovom popisu Billboard Hot 100 svih vremena, u prvih 50 godina te ljestvice (Hot 100).
Pjesma The Twist proglašena je 451 pjesmom od strane časopisa Rolling Stone u njihovoj anketi o 500 najvećih hitova svih vremena. 
- The Twist  je korištena kao soundtrack u filmu iz 2007. Spider-Man 3.

## Vanjske poveznice
- Diskografija Chubby Checkera  Arhivirana inačica izvorne stranice od 6. ožujka 2016. (Wayback Machine)